# Orzeczenie o niepełnosprawności
Orzeczenie o niepełnosprawności – dokument stwierdzający niepełnosprawność posiadacza.
W Polsce w celach rentowych orzeczenia o niepełnosprawności wydają lekarze orzecznicy i komisje lekarskie Zakładu Ubezpieczeń Społecznych, lekarze rzeczoznawcy i komisje lekarskie Kasy Rolniczego Ubezpieczenia Społecznego oraz komisje podlegające Ministerstwu Obrony Narodowej i Ministerstwu Spraw Wewnętrznych i Administracji.
Do orzekania o niepełnosprawności w celach innych niż rentowe na mocy ustawy z dnia 27 sierpnia 1997 r. o rehabilitacji zawodowej i społecznej oraz zatrudnianiu osób niepełnosprawnych (Dz.U. z 2025 r. poz. 913) powołane są – jako organy pierwszej instancji – powiatowe zespoły ds. orzekania o niepełnosprawności oraz – jako organy wyższego stopnia – wojewódzkie zespoły ds. orzekania o niepełnosprawności.